# Descartes a Kant
Descartes a Kant es una agrupación originaria de Guadalajara, Jalisco, México, que fusiona una paleta ecléctica de influencias musicales junto a disciplinas como el teatro, la danza y el cine. Una mezcla equilibrada entre composición y performance, confeccionados desde un lenguaje narrativo que el grupo ha logrado consolidar a lo largo de su trayectoria. Actualmente conformada por Sandrushka Petrova, Ana Cristina Moreno, Memo Ibarra y Leonardo Padua, Descartes a Kant se caracteriza por fusionar distintos estilos musicales y por sus presentaciones performáticas.
Citando a un crítico del Wall Street Journal: "Intentar definir su música es hacerles una injusticia. Es ruidoso, desafiante, increíblemente imaginativo, sofisticado, divertido y salvaje. Suena a música compuesta por Albert Ayler, interpretada por los Yeah Yeah Yeahs y conducida por Frank Zappa.”

## Historia
Fundado por Sandrushka Petrova en su adolescencia en el año 2001, Descartes a Kant se forma en Guadalajara, Jalisco, México originalmente como una banda integrada exclusivamente por mujeres, tocando en fiestas de la escena local. Adoptaron el nombre a partir de un libro de filosofía que contiene un capítulo titulado "De Descartes a Kant" cuyas obras filosóficas opuestas enmarcaron el principio de la era moderna, buscando hacer analogía a los contrastes de estilo musical característicos del grupo en sus inicios. En sus primeras etapas, sus estilo fue autodefinido como "sonido bipolar-esquizoide” al alternar tonalidades dulces y melódicas con disonancias y ruidos estridentes. Sus trabajo se incluyen influencias de noise rock, punk, surf, música electrónica, new wave, jazz, entre otros. Sus presentaciones en vivo suelen ser performances teatrales, y los integrantes del grupo suelen llevar atuendos específicos para ello.
Tras desenvolverse algunos años en el underground local y varios cambios en su alineación, Descartes a Kant lanza su primer álbum, titulado Paper Dolls (2007), con el sello mexicano independiente Discos Intolerancia. En esta etapa participa Sandrushka Petrova junto a Charlovsky, Dafne Caballo, Andro Muñoz y Frankie Mares, también baterista del grupo Troker. El álbum debut de la banda desafía estructuras musicales desde una rabiosa y visceral perspectiva femenina. Al momento de su lanzamiento fue considerado uno de los discos más radicales que se hayan producido en el rock mexicano. Un álbum que despertó la curiosidad de la crítica y de los festivales nacionales, llevándolos a abrir a bandas leyenda como Sonic Youth y Yeah Yeah Yeahs. 
En 2010 salen del proyecto Frankie y Charlovsky, y se integran Jorge Chávez (Clondementto, Pito Pérez), Ana Cristina Moreno (Go Go Frenesí) y Memo Ibarra (Hong Kong Blood Opera).
Su segundo material Il Visore Lunatique (2012)  es un thriller psicológico-musical habitado en nueve canciones cortas y un musical. El álbum inspirado en la locura y las patologías mentales, despertó la atención de medios internacionales y personajes como Mike Patton y Dave Lombardo hacia el grupo. Considerado un clásico moderno del Avant garde mexicano, este álbum los lleva por primera vez a los escenarios internacionales, con giras por Rusia, Sudamérica, Europa, Centroamérica y Estados Unidos, compartiendo escenarios con artistas como The Melvins, Slayer, entre otros.
Victims Of Love Propaganda (2017)  es el tercer álbum de estudio de la banda y primer disco editado por un sello Norteamericano, grabado en Chicago por el legendario ingeniero Steve Albini. Es un álbum conceptual descrito como una autopsia del amor, que a lo largo de 10 canciones repletas de claroscuros sonoros y altos contrastes musicales, narra la muerte de una relación romántica. A través de metáforas de escenas de crimen y vestuarios de equipos forenses este disco fue presentado en vivo como un concierto de 3 actos (Teatro de la Ciudad en CDMX y Teatro Diana en Guadalajara) en el cual desarrollaron un ensayo multidisciplinario sobre el concepto del amor occidental y la propaganda sobre la felicidad. Este disco los lleva a realizar presentaciones por México, Europa, Estados Unidos y Sudamérica, abriendo a artistas como Bauhaus, Cibo Matto y Dead Cross en su gira, y presentándose en festivales como Roskilde, Iceland Airwaves, Youth Brigade, Ruido Fest, Rock al Parque, Cervantino, entre otros.
En abril de 2022 el grupo anuncia en sus redes sociales la salida de Dafne, Andro y Jorge, y en diciembre del mismo año realizan su primer presentación como cuarteto. En mayo de 2023 anuncian la integración de Leo Padua (Los Viejos, Annapura) como baterista, así como de una máquina llamada "The DAK", considerada también como nuevo miembro del grupo.
Han citado como influencias del grupo a artistas como: John Zorn, Mike Patton, Dresden Dolls, Sonic Youth, Queen, Dirty Projectors, The Locust, St. Vincent, The Blood Brothers, Veruca Salt, Mr. Bungle, Primus, Talking Heads, The Dillinger Escape Plan, Devo, Frank Zappa, Björk, entre otros.

## Integrantes
Descartes a Kant está conformado por:
- Sandrushka Petrova (voz, guitarras, programación)
- Ana Cristina Moreno (guitarra, voz y sintetizador)
- Memo Ibarra (bajo, sintetizador, voz y programación)
- Leo Padua (batería, sampler)

## Ex Integrantes
- Dafne Carballo (voz, guitarra y violín)
- Andro Muñoz (piano, y sintetizador)
- Jorge Chávez (batería, percusiones y samplers)
- Frankie Mares (batería)
- Charlovsky (bajo)
- Sol Rubí González (guitarra y voz)

## Discografía
- 2007: Paper Dolls
- 2012: Il Visore Lunatique
- 2017: Victims Of Love Propaganda
- 2023: After Destruction

### Otros
- 2008: Gigantic: A Tribute to Kim Deal - "I Just Wanna Get Along"
- 2009: Juegos Inocentes Soundtrack - Juegos Inocentes (Sencillo)
- 2017: Halloween Pussy Trap Kill! Kill! Soundtrack- Motion Picture Dream Boy
- 2019: Carol of the Bells
- 2019: Tricky Presents: False Idols; Test of Time- Crime Scene
- 2020: A Tribute to Lou Reed EP

## Premios y reconocimientos
Descartes A Kant ha ganado 3 premios de la música independiente: 
- Indie-o Music Awards por "Mejor Banda Nueva" (2008), "Mejor Disco Experimental" (2013) y "Mejor Acto en Vivo" (2013).[13]